# Hier spricht Leningrad
Hier spricht Leningrad (russisch Говорит Ленинград / Goworit Leningrad, wiss. Transliteration Govorit Leningrad) ist ein Buch der sowjetischen Dichterin und Journalistin Olga Fjodorowna Bergholz (1910–1975), das 1946 veröffentlicht wurde. Es ist eine Sammlung ihrer Reden im Radio während der Jahre der Blockade von Leningrad im Zweiten Weltkrieg. Durch ihre Rundfunkansprachen machte die Autorin den Eingeschlossenen Mut. Diese Rundfunkreden, die sie an die kämpfende Bevölkerung Leningrads richtete, wurden 1946 zu einem Band Goworit Leningrad (Hier spricht Leningrad) zusammengefasst.

## Geschichte der Veröffentlichung
Das Buch ist eine Zusammenstellung der Rundfunkansprachen von Olga Bergholz während der schwersten Tage der Leningrader Blockade – von Ende 1941 bis zum Frühjahr 1944 wurde Leningrad durch deutsche Truppen belagert – und in den Tagen des Sieges über den Faschismus. Es sollte alle wichtigen Dinge aufzeichnen, die es in Leningrad während der Belagerungstage im Radio zu sagen gab.
Aus dem Vorwort des Buches:

„В одну из очень холодных январских ночей сорок второго года – кажется на третий день после того, как радио перестало работать почти во всех районах Ленинграда, – в радиокомитете, в общежитии литературного отдела была задумана книга «Говорит Ленинград».
Был даже составлен ее план. Тогдашний художественный руководитель радиокомитета Я. Л. Бабушкин, редактор литературного отдела Г. Макогоненко и я трудились над планом почти до утра, возле единственной, в четверть накала горевшей лампы, прикрытой газетным кульком.“

„In einer der sehr kalten Januarnächte des zweiundvierzigsten Jahres – ich glaube, am dritten Tag, nachdem der Rundfunk in fast allen Gebieten Leningrads seinen Betrieb eingestellt hatte – wurde im Rundfunkkomitee, im Schlafsaal der Literaturabteilung, das Buch "Hier spricht Leningrad" konzipiert.
Es wurde sogar ein Plan dafür erstellt. Der damalige künstlerische Leiter des Rundfunkkomitees, Ja. L. Babuschkin, der Redakteur der Literaturabteilung, G. Makogonenko, und ich arbeiteten fast bis zum Morgen an dem Plan, neben der einzigen Lampe, die bei einem Viertellicht brannte und mit einer Zeitungstüte abgedeckt war.
- OLGA BERGHOLZ“

Das Buch wurde 1946 veröffentlicht. Es setzte sich jedoch offen für Anna Achmatowa und Michail Soschtschenko ein, die in einem Erlass des Orgbüros des Zentralkomitees der WKP(B) vom 14. August 1946 über die Zeitschriften Swesda und Leningrad schwer verunglimpft und aus dem Schriftstellerverband ausgeschlossen wurden, Olga Bergholz selbst wurde für „Dekadenz und Individualismus“ und „das Besingen des Themas des Leidens und der Schrecken der Blockade“ kritisiert, und die erste Ausgabe von Hier spricht Leningrad wurde aus Buchhandlungen und Bibliotheken zurückgezogen.
Zu Beginn der 1950er Jahre wurde in der spätstalinistischen Periode in Leningrad eine groß angelegte Zensuraktion durchgeführt, unter die auch Materialien über die Zeit der Leningrader Blockade fielen. Insbesondere wurde laut dem Befehl von Konstantin Kirillowitsch Omeltschenko, dem Direktor der Glawlit, nach Exemplaren des Buches Hier spricht Leningrad gesucht, das 1946 herausgekommen war.

## Verschiedenes
Olga Bergholz schrieb auch das Theaterstück Sie lebten in Leningrad (Они жили в Ленинграде, 1944) über den Mut des sowjetischen Volkes, das am Moskauer Kammertheater aufgeführt wurde. Im Jahr 1948 wurden ihre Ausgewählten Werke in Moskau veröffentlicht, 10 Jahre später ihre Gesammelten Werke in zwei Bänden.